# Jang Sel-gi
Dans ce nom coréen, le nom de famille, Jang, précède le nom personnel.
Jang Sel-gi, née le 31 mai 1994, est une footballeuse internationale sud-coréenne évoluant au poste de défenseur au Incheon Red Angels. Elle fait également partie de l'équipe nationale depuis 2013.